# 이케바타 히로후미
이케바타 히로후미(池端宏文, 1992년 8월 21일 ~ )는 접영을 주종목으로 하는 일본의 수영 선수이다. 2014년 인천 아시안 게임 남자 접영 100m 결승 경기에서 동메달을 획득했다.